# Врата
Врата (рум. Vrata) — комуна у повіті Мехедінць в Румунії. До складу комуни входить єдине село Врата.
Комуна розташована на відстані 259 км на захід від Бухареста, 51 км на південь від Дробета-Турну-Северина, 78 км на захід від Крайови.

## Населення
У 2009 року у комуні проживали 2148 осіб.

## Зовнішні посилання
- Дані про комуну Врата на сайті Ghidul Primăriilor [Архівовано 5 липня 2009 у Wayback Machine.]